# محوطه کشان رودبارک
محوطه کشان رودبارک مربوط به دوران‌های تاریخی پس از اسلام است و در شهرستان رودسر، بخش رحیم آباد، روستای رودبارک واقع شده و این اثر در تاریخ ۲ بهمن ۱۳۸۲ با شمارهٔ ثبت ۱۰۷۵۵ به‌عنوان یکی از آثار ملی ایران به ثبت رسیده است.